# House of Villains
House of Villains é um reality show norte-americano que estreou no E! em 12 de outubro de 2023. Comandado por Joel McHale, apresenta 10 dos vilões mais memoráveis e notórios dos reality shows competindo por um prêmio em dinheiro de US$ 200 mil e o título de Supervilão Supremo da América. A cada semana, os participantes competem em um desafio Battle Royale e são eliminados um por um até que o vencedor seja coroado.

## O programa
House of Villains apresenta 10 dos vilões mais infames dos reality shows vivendo juntos e competindo para ser o último vilão sobrevivente para ganhar um prêmio em dinheiro de US$ 200.000 e o título de Supervilão Supremo da América. A cada semana, os participantes competem em um desafio Battle Royale para testar os jogadores física, mental e emocionalmente. O vencedor do desafio Battle Royale é nomeado Supervilão da Semana e ganha imunidade durante a semana, uma recompensa de luxo para si e para dois outros vilões, e o poder de nomear três de seus colegas concorrentes para banimento, colocando-os na Lista de Ataques. Os três indicados competem então no Desafio da Redenção, com o vencedor salvando-se da Lista de Ataques. Na Cerimônia de Banimento, a casa vota para banir um dos dois indicados restantes da Lista de Ataques. Os vilões constroem alianças, tramam, manipulam e apunhalam pelas costas enquanto são eliminados um por um até que apenas um permaneça e seja coroado o Supervilão Supremo da América.

## Exibição
| Temporada | Temporada           | Episódios | Exibição original     | Exibição original      |
| Temporada | Temporada           | Episódios | Estreia da temporada  | Término da temporada   |
| --------- | ------------------- | --------- | --------------------- | ---------------------- |
|           | House of Villains 1 | 10        | 12 de outubro de 2023 | 21 de dezembro de 2023 |
|           | House of Villains 2 | 11        | 9 de outubro de 2024  | 19 de dezembro de 2024 |

## 1.ª temporada

### Participantes
| Nome                        | Reality show de origem   | Resultado |
| --------------------------- | ------------------------ | --------- |
| Tanisha Thomas              | Bad Girls Club 2         | Vencedora |
| Johnny Bananas              | The Real World: Key West | 2º lugar  |
| Anfisa Arkhipchenko         | 90 Day Fiance 4          | 3º lugar  |
| Jonny Fairplay              | Survivor: Pearl Islands  | 4º lugar  |
| Abhishek "Shake" Chatterjee | Love Is Blind 2          | 5º lugar  |
| Omarosa Manigault           | The Apprentice 1         | 6º lugar  |
| Bobby Lytes                 | Love & Hip Hop: Miami    | 7º lugar  |
| Corinne Olympios            | The Bachelor 21          | 8º lugar  |
| Tiffany "New York" Pollard  | Flavor of Love 1         | 9º lugar  |
| Jax Taylor                  | Vanderpump Rules         | 10º lugar |

Carole Baskin, Abby Lee Miller, Spencer Pratt, Ben Robinson e Danielle Staub fizeram participações especiais ao longo da temporada.

## 2.ª temporada

### Participantes
| Nome                       | Reality show de origem            | Resultado |
| -------------------------- | --------------------------------- | --------- |
| Safaree Samuels            | Love & Hip Hop: Atlanta           | Vencedor  |
| Wes Bergmann               | The Real World: Austin            | 2º lugar  |
| Jessie Godderz             | Big Brother 10                    | 3º lugar  |
| Larsa Pippen               | The Real Housewives of Miami      | 4º lugar  |
| Tiffany "New York" Pollard | Flavor of Love 1                  | 5º lugar  |
| Kandy Muse                 | RuPaul's Drag Race 13             | 6º lugar  |
| Teresa Giudice             | The Real Housewives of New Jersey | 7º lugar  |
| Victoria Larson            | The Bachelor 25                   | 8º lugar  |
| Camilla Poindexter         | Bad Girls Club: Las Vegas         | 9º lugar  |
| Richard Hatch              | Survivor: Borneo                  | 10º lugar |
| Larissa Lima               | 90 Day Fiance 6                   | 11º lugar |

## 3.ª temporada

### Participantes
| Nome                       | Reality show de origem | Resultado |
| -------------------------- | ---------------------- | --------- |
| Paul Abrahamian            | Big Brother 18         | ASA       |
| Tyson Apostol              | Survivor: Tocantins    | ASA       |
| Kate Chastain              | Below Deck             | ASA       |
| Jackie Christie            | Basketball Wives LA    | ASA       |
| Drita D'Avanzo             | Mob Wives              | ASA       |
| Plane Jane                 | RuPaul's Drag Race 16  | ASA       |
| Johnny Middlebrooks        | Love Island USA 2      | ASA       |
| Ashley Mitchell            | Real World: Ex-Plosion | ASA       |
| Tiffany "New York" Pollard | Flavor of Love 1       | ASA       |
| Christine Quinn            | Selling Sunset         | ASA       |
| Tom Sandoval               | Vanderpump Rules       | ASA       |

## Produção
As filmagens do programa começaram no início de fevereiro de 2023 no The Valley Villa em Los Angeles. O programa foi anunciado oficialmente pela NBCUniversal, controladora do canal E!, em 9 de maio de 2023. Joel McHale foi revelado como o apresentador da produção no mesmo dia. O reality é produzido pela Irwin Entertainment com John Irwin, Dave Kuba, Eli Frankel e Matt Odgers atuando como produtores executivos. Em agosto de 2023, o E! revelou o elenco da primeira temporada e anunciou que o programa estrearia em 12 de outubro de 2023. Em 18 de janeiro de 2024, o E! renovou o programa para uma segunda temporada.

## Audiência
O programa teve sua estreia assistida por 1,2 milhão de espectadores em todas as plataformas ao longo de uma semana, com 500.000 desses espectadores sendo adultos de 18 a 49 anos, tornando-se o lançamento de maior sucesso do E! desde The Bradshaw Bunch em 2020.